# Кастель-Мелла
Кастель-Мелла (італ. Castel Mella) — муніципалітет в Італії, у регіоні Ломбардія, провінція Брешія.
Кастель-Мелла розташований на відстані близько 450 км на північний захід від Рима, 75 км на схід від Мілана, 7 км на захід від Брешії.
Населення — 11 077 осіб (2014).
Щорічний фестиваль відбувається 9 грудня. Покровитель — San Siro e Santa Lucia.

## Демографія
Населення за роками:

Станом на 1 січня 2023 року в муніципалітеті офіційно проживали 864 іноземці з 60 країн, серед них 196 громадян країн Євросоюзу та 81 громадянин України.

## Сусідні муніципалітети
- Аццано-Мелла
- Брешія
- Капріано-дель-Колле
- Флеро
- Ронкаделле
- Торболе-Казалья